# Oimbra (parroquia)
Oimbra (llamada oficialmente Santa María de Oímbra) es una parroquia y una villa española del municipio de Oimbra, en la provincia de Orense, Galicia.

## Organización territorial
La parroquia está formada por dos entidades de población:
- Oímbra
- O Rosal

## Demografía

### Parroquia
| Gráfica de evolución demográfica de Oimbra (parroquia) entre 2000 y 2023 |
|                                                                          |
| Datos según el nomenclátor publicado por el INE.                         |

### Villa
| Gráfica de evolución demográfica de Oímbra (villa) entre 2000 y 2023 |
|                                                                      |
| Datos según el nomenclátor publicado por el INE.                     |